# Mây trắng bay về
Mây trắng bay về là album phòng thu của ca sĩ Thanh Lam, được sản xuất bởi Trung tâm sản xuất băng đĩa nhạc Nhạc viện Hà Nội (M.P.C) cùng ban nhạc Phương Đông, và được phát hành vào cuối năm 2001 bởi Viết Tân Records. Theo đuổi phong cách world music, đây được coi là album xuất sắc của làng nhạc nhẹ Việt Nam, album đỉnh cao của sự nghiệp Thanh Lam, đánh dấu sự hợp tác thành công giữa bộ đôi ca sĩ - nhạc sĩ nổi tiếng nhất Việt Nam vào lúc đó là Quốc Trung và Thanh Lam; ngoài ra còn giúp cô trở thành một trong những ca sĩ đầu tiên của Việt Nam kết hợp nhạc nhẹ quốc tế vào âm nhạc dân tộc. Album cũng đánh dấu lần cuối cùng Quốc Trung tham gia sản xuất cho Thanh Lam dưới tư cách là người chồng của ca sĩ nổi tiếng. Cùng tham gia hòa âm và sản xuất album còn có nhạc sĩ Dương Thụ, nhạc sĩ Niels Lan Doky, dàn hợp ca Nhạc viện Hà Nội và đặc biệt là phần góp giọng tenor của Nghệ sĩ Nhân dân Trung Kiên.
Mây trắng bay về bao gồm nhiều ca khúc được coi là xuất sắc nhất của Thanh Lam, như ca khúc tiêu đề, "Hồ trên núi", "Đố tình", "Gọi anh", "Lời tôi ru", "Tre xanh ru",.... Đây cũng là chủ đề của chương trình Không gian âm nhạc số 3, 'Đường xa... Mây trắng', đánh dấu sự tái hợp sau 10 năm của bộ đôi Quốc Trung - Thanh Lam trên sân khấu. Cầm tay mùa hè – chương trình trình biểu diễn lớn, kéo dài nhiều năm của Quốc Trung cùng ban nhạc Phương Đông – sau đó được tổ chức và lấy tên theo ca khúc mở đầu của album này. Hầu hết các ca khúc của Mây trắng bay về đều được xuất hiện trong album tuyển tập sau đó của Thanh Lam là Giọt... Lam (2006) và Lam xưa (2008). Cùng với Ngày không mưa (2001) của Hồng Nhung, đây được coi là album quan trọng trong sự nghiệp của Quốc Trung.

## Hoàn cảnh ra đời

### Bối cảnh
Năm 1991, Quốc Trung bắt đầu chính thức cộng tác với Thanh Lam. Họ lập gia đình không lâu sau đó, có hai người con là Thiện Thanh và Đăng Quang vào năm 1995 và 1997. Chính nhờ cộng tác với Quốc Trung và ban nhạc Phương Đông, Thanh Lam đã trở thành ca sĩ đầu tiên của làng nhạc nhẹ Việt Nam có ban nhạc riêng. Họ cùng nhau trở thành người khai phá những show diễn nhạc nhẹ ở Việt Nam với 'Đêm huyền diệu' (1996), 'Thiện thanh' (1996), 'Cho em một ngày' (1997), 'Em và tôi' (1999)... Thanh Lam từ vị trí ca sĩ trẻ tiềm năng đã có trong tay những sản phẩm thành công vang dội và trở thành diva được tấn phong sớm nhất.
Quốc Trung vẫn là người tham gia vào các dự án của Thanh Lam, song anh chưa từng sản xuất hay sáng tác nhiều ca khúc cho cô mà chỉ được biết tới nhiều trong vai trò hòa âm phối khí. Tuy nhiên, tới năm 2001 sau 10 năm chung sống, cuộc hôn nhân giữa họ bắt đầu có nhiều bất đồng không thể hàn gắn. Có lẽ vì thế, họ cùng nhau đi tới thực hiện album duy nhất, như món quà lớn cuối cùng mà Quốc Trung dành tặng Thanh Lam. Cũng vì những lý do riêng của bộ đôi, album dù được hoàn thiện từ năm 2000 song đã buộc phải rời ngày phát hành tới tận cuối năm 2001.

### Dấu ấn nghệ sĩ
Dù rất mạnh về thể loại world music, Quốc Trung vẫn quyết định chọn pop là phong cách chủ đạo cho Mây trắng bay về. Nhạc sĩ Dương Thụ được mời tham gia sáng tác, hòa âm phối khí và viết lời cho các ca khúc của album. Mặt khác, album còn có sáng tác "Hy vọng (Hope)" của người bạn thân gia đình Thanh Lam - Quốc Trung là nhạc sĩ Niels Lan Doky, ca khúc "Hồ trên núi" của nhạc sĩ Phó Đức Phương và ca khúc "Hoa cỏ mùa xuân" của nhạc sĩ Bảo Chấn. Nghệ sĩ Nhân dân Trung Kiên được mời tới góp giọng trong bản phối mới ca khúc "Gọi anh" của nhạc sĩ Dương Thụ. Ngoài ra, album còn có sự tham gia của dàn hợp xướng của Nhạc viện Hà Nội.
Đặc biệt, album này đánh dấu sự bùng nổ trong việc sáng tác của Quốc Trung khi anh tự viết 2 bài, và tất cả sau này đều trở thành những ca khúc tiêu biểu trong sự nghiệp của anh. Những trục trặc trong đời sống hôn nhân của "cặp đôi vàng nhạc Việt" cũng được nhạc sĩ Dương Thụ đưa vào phần lời các sáng tác của Quốc Trung.
"Gọi anh", "Bay vào ngày xanh", "Đánh thức tầm xuân" và "Hoa cỏ mùa xuân" đều là những ca khúc đã từng được Thanh Lam thể hiện và thu âm trong các album trước đó của cô. Tuy nhiên với Mây trắng bay về, các ca khúc trên được cô trình bày lại theo bản phối mới. Nói về sự kết hợp lần này, nhạc sĩ Dương Thụ bày tỏ: "[Tôi, Quốc Trung và Lan Doky] là ba tác giả tốt nhất để Lam có thể trở thành một ca sĩ đương đại đúng nghĩa, hội nhập được với thế giới văn minh. Một sự ăn ý như thế với những tên tuổi như thế tất nhiên phải ra được sản phẩm chất lượng tương ứng." Thanh Lam chỉ rõ: "Tôi như lửa còn anh Trung mềm mại như nước. Sự trái ngược của chúng tôi khi kết hợp tạo nên sự cân bằng. Quốc Trung giúp cho những thế mạnh của tôi được đẩy lên cao hơn."

## Danh sách ca khúc
Tất cả lời bài hát được viết bởi Dương Thụ, ngoại trừ "Hồ trên núi" và "Hoa cỏ mùa xuân".
| STT              | Nhan đề                     | Sáng tác         | Thời lượng |
| ---------------- | --------------------------- | ---------------- | ---------- |
| 1.               | "Cầm tay mùa hè"            | Dương Thụ        | 6:54       |
| 2.               | "Đố tình"                   | Quốc Trung       | 5:08       |
| 3.               | "Mây trắng bay về"          | Dương Thụ        | 6:13       |
| 4.               | "Lời tôi ru"                | Dương Thụ        | 5:07       |
| 5.               | "Hi vọng (Hope)"            | Niels Lan Doky   | 8:05       |
| 6.               | "Tre xanh ru"               | Quốc Trung       | 5:30       |
| 7.               | "Hồ trên núi"               | Phó Đức Phương   | 5:57       |
| 8.               | "Gọi anh" (cùng Trung Kiên) | Dương Thụ        | 5:18       |
| 9.               | "Bay vào ngày xanh"         | Dương Thụ        | 7:23       |
| 10.              | "Hoa cỏ mùa xuân"           | Bảo Chấn         | 4:33       |
| 11.              | "Đánh thức tầm xuân"        | Dương Thụ        | 5:03       |
| Tổng thời lượng: | Tổng thời lượng:            | Tổng thời lượng: | 59:58      |

## Thành phần tham gia sản xuất
Theo dòng phụ chú ở bìa sau album.
| Ban nhạc Phương Đông - Quốc Trung – sáng tác, hát bè trong "Đố tình"; biên tập, hòa âm, phối khí, thu âm, piano, keyboard, chỉnh âm. - Trần Thanh Phương – hòa âm, thu âm, guitar lead và guitar nền. - Quốc Hưng – trống, định âm. - Văn Hà – bass, guitar điện, guitar acoustic. - Trần Mạnh Tuấn – saxophone, hòa âm. | Các nghệ sĩ khác - Dương Thụ – sáng tác, biên tập, hòa âm, phối khí. - Phó Đức Phương – sáng tác "Hồ trên núi". - Bảo Chấn – sáng tác "Hoa cỏ mùa xuân". - Niels Lan Doky – hòa âm, phối khí, sáng tác "Hi vọng (Hope)". - Nghệ sĩ Nhân dân Trung Kiên – hát chính, hát bè trong "Gọi anh". - Hợp ca nhạc viện Hà Nội – hát bè trong "Lời tôi ru", "Hi vọng (Hope)" và "Gọi anh". - Đặng Hoành Loan – phụ trách sản xuất. - Thành Hưng, Phạm Việt Thanh và Trần Quốc Khánh – ảnh chụp và thiết kế. |

## Phát hành và đón nhận của công chúng
Mây trắng bay về được coi là đỉnh cao của sự nghiệp Thanh Lam, là cột mốc chói lọi của bộ đôi giữa cô và Quốc Trung. Tuy nhiên vì nhiều lý do chuyên môn cũng như cá nhân, số lượng phát hành lại khá hạn chế. Không lâu sau khi phát hành album, gia đình Thanh Lam - Quốc Trung chính thức tan vỡ, đánh dấu quãng thời gian gián đoạn tới 10 năm giữa họ về mặt âm nhạc. Thanh Lam để lại nhiều tiếc nuối về cuộc chia tay này: "15 năm với Quốc Trung tôi chỉ có duy nhất Mây trắng bay về, mà lúc ấy chúng tôi trẻ trung, đầy năng lượng, ăm ắp hoài bão, thách thức và ngông cuồng. Nghĩ lại tôi vẫn tiếc, quá phí phạm thời gian cho cả hai... Quốc Trung tài năng, anh ấy đáng lẽ làm được nhiều hơn, tôi rất tiếc cho anh ấy."
Cho dù từng tham gia thực hiện biên tập album đầu tay của Trần Thu Hà mang tên Em về tinh khôi (1999), song phải đến Mây trắng bay về, người yêu nhạc mới thấy được sự xuất hiện ấn tượng của Quốc Trung trong vai trò sáng tác cũng như sản xuất. Đây cũng là tiền đề để anh thực hiện thành công những album xuất sắc khác sau đó, như Ngày không mưa (2001), Khu vườn yên tĩnh (2004), Vòng tròn (2011) của Hồng Nhung hay Giấc mơ tôi (2012) của Uyên Linh. Giải thích về thành công của Mây trắng bay về, nhạc sĩ Dương Thụ cho rằng album đã khai thác thành công những chất liệu dân gian của nhạc Việt, âm nhạc thính phòng và nhạc cụ điện tử "làm nền cho giọng hát Thanh Lam đằm thắm, duyên dáng, mãnh liệt, một Thanh Lam rất Việt Nam mà vẫn hiện đại mới mẻ" Ông cũng đánh giá rất cao phần thể hiện của Thanh Lam các ca khúc của mình, đặc biệt là phần trình diễn sáng tác "Gọi anh" mà ông cho rằng "mình đã gặp thêm một người tri kỷ." Nhạc sĩ Quốc Bảo từng nói rằng: "Đây là đĩa nhạc hay nhất Việt Nam".
Báo Gia đình xã hội mô tả album đầy đặn và kết hợp được những gì tinh tuý nhất của Thanh Lam và Quốc Trung, là viên ngọc sáng có được sau cả một quá trình làm việc. Tuy nhiên họ cũng chỉ ra việc chia tay đã khiến cho không gian của album bị khép lại. Mây trắng bay về là album hoàn hảo của Thanh Lam, đó là nội dung tạp chí Đẹp trong bài viết về Nắng lên (2004) của cô. Báo Cảnh sát toàn cầu phân tích album "là một sản phẩm âm nhạc có chất lượng tuyệt hảo nhất của Thanh Lam" với mọi sở trường "được phô diễn": "bản năng và kỹ thuật được hòa trộn hoàn hảo, đủ 'điên' để mê dụ khán giả, nhưng cũng đủ tinh tế để những ai khó tính nhận ra Thanh Lam thực sự đã chín muồi cả trong tâm hồn lẫn giọng hát".
Mây trắng bay về đã trở thành nguồn cảm hứng cho các nghệ sĩ thực hiện những album nhạc theo dạng album chủ đề như Nhật thực (2002), Khu vườn yên tĩnh (2004), Suối & cỏ (2006), Khởi hành (2014), Gặp tôi mùa rất đông (2014) hay Bản nguyên (2016),...
Năm 2011, album trở thành 1 phần trong chương trình kết hợp giữa Quốc Trung và Thanh Lam, 'Đường xa... Mây trắng', được tổ chức bởi Không gian âm nhạc, đạo diễn bởi Việt Tú. Chương trình là sự cộng hưởng của Đường xa vạn dặm và Mây trắng bay về, và được đánh giá cao về mặt chuyên môn và cũng đánh dấu sự trở lại hợp tác của bộ đôi nghệ sĩ nổi tiếng của nhạc nhẹ Việt Nam. Chương trình có sự xuất hiện của nhiều nghệ sĩ như Thanh Hoài, Kiều Anh, và đặc biệt của 2 người con chung của gia đình Thanh Lam và Quốc Trung.
Hầu hết các ca khúc trong Mây trắng bay về được phối lại và đưa vào 2 album tuyển tập sau đó của Thanh Lam là Giọt Lam (2006) và Lam xưa (2008).
Trong giai đoạn 2011-2015, Quốc Trung trực tiếp đạo diễn chương trình Cầm tay mùa hè – lấy tên theo ca khúc mở đầu album. Đây là chương trình thường niên, được tổ chức mỗi năm 1 lần với các nghệ sĩ khách mời như Thanh Lam, Mỹ Linh (cùng ban nhạc Anh Em), Uyên Linh, Tùng Dương, Hà Trần, Phạm Hà Linh,...
Trực tiếp Quốc Trung đã thực hiện việc tái bản và chỉnh âm Mây trắng bay về vào năm 2013 với số lượng cũng hạn chế mặc dù được rất nhiều người hâm mộ quan tâm. Anh nói: "Mây trắng bay về không còn bán trên thị trường dù có rất nhiều lời đề nghị phát hành tiếp... Remastered là một cách để chúng tôi mix lại chất lượng âm thanh tốt hơn. Điều này đáp ứng nhu cầu của người nghe bây giờ, nhưng vẫn giữ lại phần thu âm trước đây của Thanh Lam bởi đó là cảm xúc, không thể thay thế được... Hi vọng đây là món quà cho những người yêu Thanh Lam."

## Mây trắng bay về 2: Tự tình
Tự tình là dự án album phòng thu tiếp theo kể từ Mây trắng bay về, do Quốc Trung sản xuất từ năm 2013 là sự kết hợp giữa world music và nhạc điện tử. Album bao gồm các ca khúc như "Bụi trời", "Tự tình" (Lưu Thiên Hương); "Tò vò" song ca cùng nghệ sĩ nhân dân Thanh Ngoan, "Ru hời ru", "Này chân đất ơi" (Lưu Hà An); "Biển cười" (Niels Lan Doky, lời: Trung Kiên) cùng các sáng tác của nhạc sĩ Quốc Trung và Nguyễn Hải Phong. Dự án đã gần được hoàn thiện sau những thử nghiệm thành công với 6 ca khúc tại buổi biểu diễn Cầm tay mùa hè ngày 4-5 tháng 5 năm 2013, sau đó được giới thiệu trong buổi biểu diễn Người đàn bà yêu ngày 30 tháng 11 năm 2013, tới cuối cùng là màn trình diễn thử nghiệm tại Monsoon Music Festival 2014. Ngày 1 và 2 tháng 12 năm 2018, các ca khúc lần nữa được biểu diễn theo phong cách mới tại buổi biểu diễn Bình minh.
Thanh Lam chia sẻ: "Dự án này chúng tôi đã làm xong công việc chọn bài và một số việc khác, tôi chỉ còn đợi anh Trung hòa âm để tôi có thể bước vào phòng thu." Lam cho rằng đĩa nhạc sẽ vượt xa Mây trắng bay về. Tự tình được ấn định phát hành vào ngày 8 tháng 3 năm 2014. Ngày 9 tháng 12 năm 2014, cô thông báo việc sẽ hoàn thiện album khi buổi biểu diễn Bản tình ca cha viết kết thúc, nhưng tính đến năm 2024 nó vẫn chưa được phát hành.